# Apogonia squamulosa
Apogonia squamulosa är en skalbaggsart som beskrevs av Raffaello Gestro 1883. Apogonia squamulosa ingår i släktet Apogonia och familjen Melolonthidae. Inga underarter finns listade i Catalogue of Life.